# وانیسکدی
وانیسکدی (گرجی: ვანისქედი) یک روستا در شهرداری ازورگتی ناحیه گوریا در غرب گرجستان است.